# Алергизиращи лечебни растения
Алергизиращи лечебни растения

## А
- Азмацуг (Див керевиз) балдаранолистен Anthriscus cerefolium (L.) Hoffm. Apiaceae[2]
- Анасон едър Pimpinella major (L.) Huds. Apiaceae[2]
- Анасон каменоломков Pimpinella saxifraga L. Apiaceae[2]

## Б
- Бенедиктински трън (Пресечка) Cnicus benedictus L. Asteraceae[2]
- Битуминария Bituminaria bituminosa (L.) Stirt. (Psoralea bituminosa L.) Fabaceae[2]
- Блатняк обикновен Caltha palustris L. Ranunculaceae[2]
- Бор бял Pinus sylvestris L. Pinaceae[2]
- Ботурче есенно Cyclamen hederifolim Ait. (C. neapolitanum Ten.) Primulaceae[2]
- Ботурче пролетно Cyclamen coum Mill. Primulaceae[2]
- Брей Tamus communis L. Dioscoreaceae[2]
- Брош бояджийски Rubia tinctorum L. Rubiaceae[2]
- Бръшлян Hedera helix L. Araliaceae [2]
- Бучиниш петнист (Цволика) Conium maculatum L. Apiaceae[2]
- Бясно дърво обикновено Daphne mezereum L. Thymeleaeceae[2]

## В
- Винобой американски Phytolaca americana L. Phytolacaceae[2]
- Воден морач обикновен Oenanthe aquatica L. Apiaceae[2]
- Вратига (Паничка) Tanacetum vulgare L. Asteraceae[2]
- Върба бяла Salix alba L. Salicaceae[2]
- Върба петтичинкова Salix pentandra L. Salicaceae [2]
- Върба срещуположнолистна (В. червена) Salix purpurea L. Salicaceae[2]

## Г
- Глухарче обикновено Taraxacum officinale Web. Asteraceae[2]
- Гълъбови очички Hepatica nobilis Mill. Ranunculaceae[2]

## Д
- Девесил мъхнат Heracleum verticillatum Panc. (H.sphondilium L.) Apiaceae[2]
- Девесил сибирски Heracleum sibiricum L. Apiaceae[2]
- Див магданоз Aethusa cynapium L. Apiaceae[2]
- Дива краставица Ecbalium elaterium L. Cucurbitaceae[2]
- Дива тиква Bryonia alba L. Cucurbitaceae[2]

## З
- Звъника лечебна (Жълт кантарион лечебен, Порезниче) Hypericum perforatum L. Hypericaceae[2]
- Звъника петниста Hypericum maculatum Crantz.(H. quadrangulum L.) Hypericaceae [2]
- Зимянка горска Ferulago sylvatica (Bess.) Rchb. Apiaceae[2]
- Златица обикновена (Златна пръчица, Горски енчец) Solidago virga-aurea L. Asteraceae[2]
- Змийско мляко Chelidonium majus L. Papaveraceae[2]
- Змиярник петнист Arum maculatum L. Araceae[2]
- Змиярник италиански Arum italicum Mill. Araceae[2]

## К
- Казашки бодил бодлив (Рогачица) Xanthium spinosum L. Asteraceae[2]
- Казашки бодил влакнест Xanthium strumarium L. Asteraceae[2]
- Камшик лечебен Agrimonia eupatoria L. Rosaceae[2]
- Ким обикновен Carum carvi L. Apiaceae[2]
- Комунига бяла Melilotus alba Med. Fabaceae[2]
- Комунига индийска Melilotus indica (L.) All. Fabaceae[2]
- Комунига лечебна Melilotus officinalis (L.) Pal. Fabaceae[2]
- Конски кестен Aesculus hippocastanum L.[3]
- Коприва гръцка Urtica urens L. Urticaceae[2]
- Копър обикновен Anethum graveolens L. Apiaceae[2]
- Кориандър посевен Coriandrum sativum L. Apiaceae[2]
- Крем петров Lilium martagon L. Liliaceae[2]
- Кукуряк миризлив Helleborus odorus W. et K. Ranunculaceae[2]

## Л
- Лаваница (Жаблек) Alisma plantago L. Alismataceae[2]
- Лапад алпийски Rumex alpinus L. Polygonaceae[2]
- Лук мечи (Левурда) Allium ursinum L. Liliaceae[2]
- Лютиче езичесто Ranunculus lingua L. Ranunculaceae[2]
- Лютиче многоцветно Ranunculus polyanthemos L. Ranunculaceae[2]
- Лютиче огненоцветно Ranunculus flammula L. Ranunculaceae[2]
- Лютиче отровно Ranunculus scleratus L. Ranunculaceae[2]
- Лютиче пълзящо Ranunculus repens L. Ranunculaceae[2]

## М
- Миши уши (Рунянка) Hieracium pilosella L. Asteraceae[2]
- Млечка горска Euphorbia amygdaloides L. Euphorbiaceae[2]
- Млечка градинска Euphorbia peplus L. Euphorbiaceae[2]
- Млечка мирсинитска Euphorbia myrsinites L. Euphorbiaceae[2]
- Млечка обикновена Euphorbia cyparissias Host. Euphorbiaceae[2]
- Млечка пясъчна Euphorbia peplis L. Euphorbiaceae[2]
- Момкова сълза многоцветна Polygonatum multiflorum (L.) All. Liliaceae[2]

## Н
- Наумка лечебна Cynoglossum officinale L. Boraginaceae[2]

## О
- Огниче Chenopodium botrys L. Chenopodiaceae[2]
- Оман сърцевиднолюспест (Оман бял) Inula helenium L. Asteraceae[2]
- Орехче ливадно Filipendula vulgaris Moench. (F. hexapetala Gilib.) Rosaceae[2]
- Орехче обикновено Filipendula ulmaria Maxim. Rosaceae[2]

## П
- Пелин горчив Artemisia absinthium L. Asteraceae[2]
- Пелин едногодишен Artemisia annua L. Asteraceae[2]
- Пелин обикновен Artemisia vulgaris L. Asteraceae[2]
- Пелин полски Artemisia campestris L. Asteraceae[2]
- Пелин сантонинов Artemisia santonicum L. ssp.patens (Neilr.) K. Pers. (A. maritima L.) Asteraceae[2]
- Пелин тънкожилест Artemisia lerchiana Weber Asteraceae[2]
- Пипериче обикновено Persicaria maculata (Raf.) S. Gray Polygonaceae[2]
- Пипериче водно Persicaria hydropiper (L.) Spach. Polygonaceae[2]
- Пищялка горска Angelica sylvestris L. Apiaceae[2]
- Пищялка лечебна Angelica archangelica L. Apiaceae[2]
- Пищялка панчичиева Angelica pancicii Vand. Apiaceae[2]
- Подрумиче полско (Бяла Рада) Anthemis cotula L. Asteraceae[2]
- Прангос ферулов Prangos ferulacea (L.) Lindl. Apiaceae[2]
- Пролез едногодишен Mercurialis annua L. Euporbiaceae[2]
- Пролез многогодишен Mercurialis perennis L. Euphorbiaceae[2]

## Р
- Равнец благороден Achillea nobilis L. Asteraceae[2]
- Равнец едролистен Achillea grandifolia Friv. Asteraceae[2]
- Равнец струмски (Р. жълт) Achillea clypeolata Sm. Asteraceae[2]
- Равнец хилядолистен (Р. бял) Achillea millefolium gr. Asteraceae[2]
- Ралица източна Consolida hispanica (Costa) Greut. et Burdet. (Delphinium orientalis Schreb.) Ranunculaceae[2]
- Ралица обикновена Consolida regalis S.F.Gray. (Delphinium consolida L.) Ranunculaceae[2]
- Резене (Mорач) Foeniculum vulgaris Mill. Apiaceae[2]
- Ресник Actaea spicata L. Ranunculaceae[2]
- Репей дребен Arctium minus Bernh. Asteraceae[2]
- Репей сенколюбив Arctium nemorosum L. Asteraceae[2]
- Репей червенолюспест Arctium tomentosum Mill. Asteraceae[2]
- Росен Dictamnus albus L. Rutaceae[2]
- Росянка Drosera rotundifolia L. Droseraceae[2]

## С
- Самакитка жълта Aconitum licoctonum L. ssp. neapolitanum ssp. neapolitanum (Ten.) Nym. (A.Lamarckii Reichenb.) Ranunculaceae[2]
- Самакитка синя Aconitum variegatum L. (A. cammarum Jacq.) Ranunculaceae[2]
- Самодивска трева еленова Peucedanum cervaria (L.) Lapeyer. Apiaceae[2]
- Самодивска трева лечебна Peucedanum officinalis L. Apiaceae[2]
- Сапунче лечебно Saponaria officinalis L. Caryophyllaceae[2]
- Саркофай обикновен Plumbago europaea L. Plumbaginaceae[2]
- Седефче Ruta graveolens L. Rutaceae[2]
- Синя жлъчка грапавоплодна Cichorium intybus L. Asteraceae[2]
- Смрадлика Cotinus coggygria Scop. Anacardiaceae[2]
- Съсънка бяла Anemone nemorosa L. Ranunculaceae[2]
- Съсънка горска Anemone sylvestris L. Ranunculaceae[2]
- Съсънка лютиковидна Anemone ranunculoides L. Ranunculaceae[2]

## Т
- Топола черна Populus nigra L. Salicacea[2]

## Ч
- Чашкодрян брадавичест Euonymus verrucosus Scop. Celastraceae[2]
- Чашкодрян европейски Euonymus europaeus L. Celastraceae[2]
- Чемерика лобелиева (Ч. бяла) Veratrum lobelianum Bernth. (V. album L.) Liliaceae[2]
- Чемерика черна Veratrum nigrum L. Liliaceae[2]

## Ш
- Шмак дъбилен Rhus coriaria L. Anacardiaceae[2]

## Я
- Ягода горска Fragaria vesca L. Rosaceae[2]